# Cytrynka bahamska
Cytrynka bahamska (Geothlypis rostrata) – gatunek małego ptaka z rodziny lasówek (Parulidae).

## Występowanie
Jest to endemiczny gatunek Bahamów. Zazwyczaj przebywa w zagajnikach, ściółce lasów sosnowych oraz w zaroślach.
Wyróżnia się 4 podgatunki, które zamieszkują:
- Geothlypis rostrata exigua – wyspa Andros
- Geothlypis rostrata tanneri – wyspy Wielka Bahama i Wielkie Abaco
- Geothlypis rostrata rostrata – wyspa New Providence
- Geothlypis rostrata coryi – wyspy Eleuthera oraz Cat Island

## Morfologia
Osiąga około 15 cm długości. Ma czarny pas na głowie w okolicy oczu przypominający maskę. Jego grzbiet oraz kark jest zielonkawy, a brzuch jaskrawożółty. Samice często mają bardziej szare odcienie na głowie. Młode przypominają samice, jednak mają nieregularne, żółte plamy na gardle, a ich upierzenie jest matowe.

## Ekologia i zachowanie

### Dieta
Żeruje w niskiej roślinności. Żywi się owadami oraz bezkręgowcami. 

### Rozmnażanie
Buduje gniazda w zaroślach lub na pniu drzewa. Mają one kształt kubka. Zwykle składa dwa jaja.